# Pont Reading
Pont Reading – historyczny budynek znajdujący się w Ardmore. Był rezydencją szkutnika i architekta Joshuy Humphreysa, którą zamieszkiwał przez całe życie. Nazwa wywodzi się od rodzinnego folwarku w Anglii, Reading Pont. Budynek został zbudowany w 1730 roku wokół starej chaty z bali, wiek której sięgał 1683 roku. Skrzydło kuchenne zostało dobudowane w 1813 roku. Pont Reading jest doskonałym przedstawicielem stylu kolonialnego.
Obecnie dom jest rezydencją prywatną.